# Língua servo-croata
A língua servo-croata é uma língua eslava falada principalmente na Sérvia, em Montenegro, na Croácia e na Bósnia e Herzegovina por 21 milhões de pessoas. Seus códigos ISO 639 são sh, scr e scc. É uma língua pluricêntrica com vários centros, cada um fornecendo uma variedade nacional, com pelo menos algumas das suas próprias normas (codificadas).
A antiga Iugoslávia era um verdadeiro caldeirão de misturas: dois alfabetos, três línguas oficiais, três religiões predominantes, quatro etnias e seis repúblicas. Com sua dissolução se produziu uma simplificação notável no sentido de que cada nova entidade se identificou com um Estado determinado, seja, Sérvia, Croácia, Bósnia e Herzegovina ou Macedônia do Norte. Apesar de tudo, as dificuldades em todos os níveis nesta região dos Bálcãs persistem, inclusive no aspecto linguístico.
A Sérvia entrou num período de estagnação após a derrota sofrida ante os invasores turcos-otomanos em 1389 e só a Igreja Ortodoxa manteve a aprendizagem da literatura viva. A língua da Igreja e a ortografia baseada no alfabeto cirílico influíram notavelmente nos escritos seculares, tanto na Sérvia, dominada Império Otomano, quanto na Voivodina, pelo Reino da Hungria.
A partir de 1700, ambas as nações entram na esfera do Império Austro-Húngaro, originando-se uma literatura um tanto ambígua em suas normas e inteligível somente para os que conheciam a língua da Igreja. Enquanto isso, os croatas, ligados administrativamente e pela religião católica com os países europeus a norte e a oeste, cultivaram a literatura em línguas vizinhas e em sua própria. Os escritores da costa do Adriático utilizaram o latim e o italiano assim como os dialetos de Dubrovnik e Split; enquanto os que viviam no norte da Croácia usavam o alemão, o húngaro, o latim e seus dialetos locais. A ortografia era principalmente latina, traduzindo os sons não latinos por meio do húngaro ou de convencionalismos gráficos semi-italianos. Como na Croácia se manifestam as maiores diferenças dialetais de todo o território do servo-croata, há grandes diferenças entre o escrito em Zagreb ou Varazdin no norte e o escrito na costa do Adriático.
Não obstante os croatas também têm uma tradição da Igreja Eslava, pois as regiões costeiras e insulares mantiveram a liturgia, contra a vontade da hierarquia, em textos eslavos escritos em alfabeto glagolítico, prática mantida na ilha de Krk. O glagolítico serviu também como veículo secular e os croatas desenvolveram caracteres de forma e cursivos peculiares.

## Dados

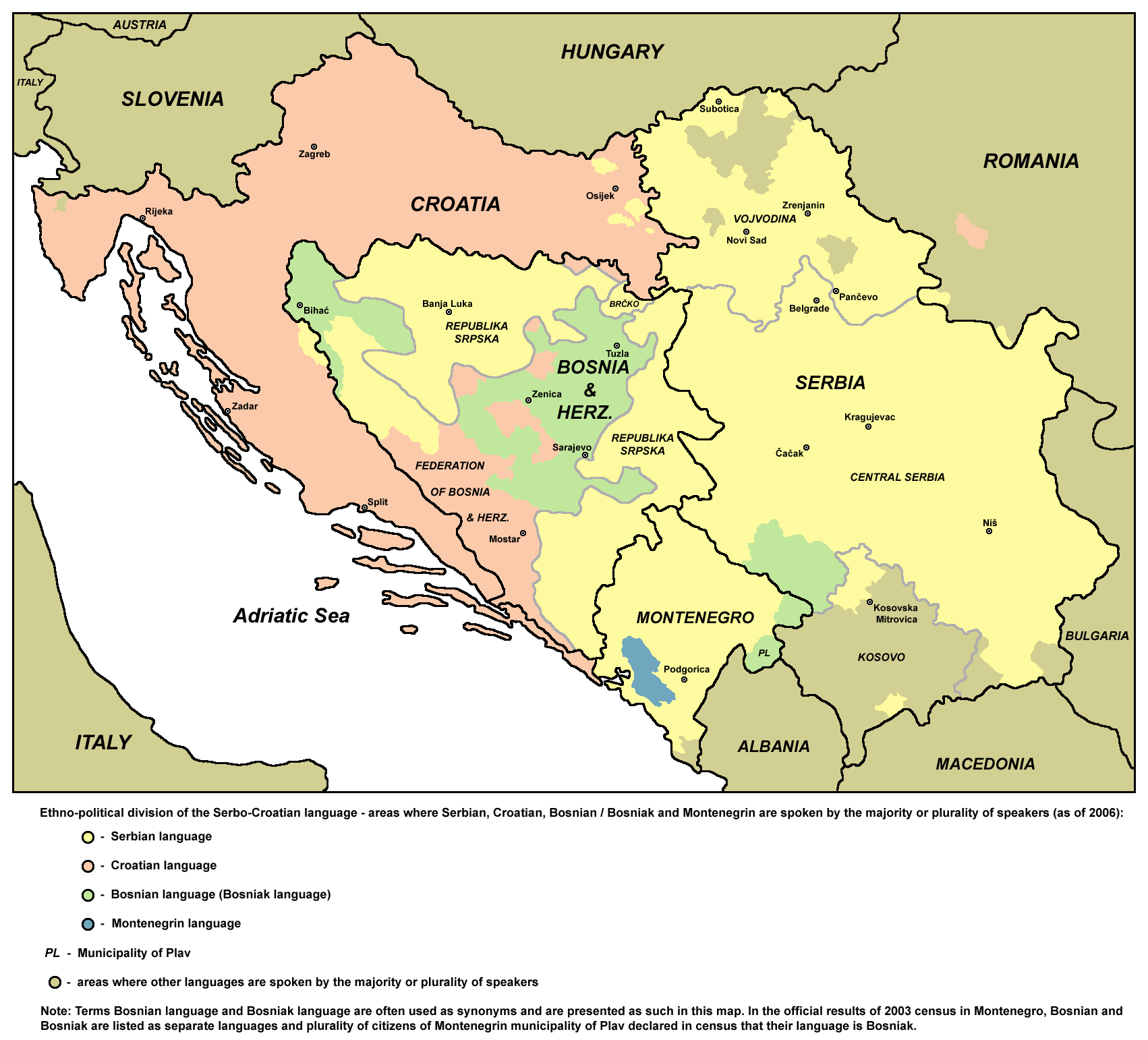
Variantes etno-políticas da língua servo-croata ou diassistema servo-croata (2006):
língua sérvia
língua croata
língua bósnia
língua montenegrina

O servo-croata é falado na Croácia, Bósnia e Herzegovina, Sérvia e Montenegro, todas repúblicas da Iugoslávia até 1991, junto a Macedônia do Norte e a Eslovênia. Todas as repúblicas se converteram em países independentes.
O servo-croata é a língua nativa de  quatro grupos étnicos: 
- os sérvios (8,5 milhões);
- os croatas (4,5 milhões);
- os montenegrinos (600 mil); e
- os muçulmanos bósnios (bosníacos) (2 milhões).

Na ex-Iugoslávia, este último grupo se considerava, por sua religião, uma etnia à parte. Do ponto de vista histórico, são descendentes de sérvios e croatas que se converteram ao islamismo no grande período de dominação otomana na Bósnia e Herzegovina.
A divisão dos países coincide quase exatamente com a distribuição dos diversos grupos étnicos. A Sérvia, habitada fundamentalmente por sérvios, conta também com uma importante minoria croata (cerca de 150.000),  montenegrina (150.000) e muçulmana (200.000). Na Croácia, cerca de 75% da população é croata, mas também conta com uma minoria sérvia de quase 0,5  milhão de habitantes. Montenegro também inclui minorias muçulmanas e sérvias. Na Bósnia e Herzegovina se misturam os quatro grupos étnicos: junto com os muçulmanos bósnios, residem 1,25 milhões de sérvios e 750 mil croatas.
Devido às imigrações históricas que ocorreram por motivos políticos e econômicos, existe também um bom número de falantes de servo-croata na Áustria, Hungria, Romênia e na província italiana de Molise. Além disso, Estados Unidos, Canadá, Austrália, Suécia e Alemanha abrigam um bom número de emigrados de língua servo-croata. Finalmente, não se deve esquecer que o servo-croata constituía a lingua franca de todos os povos da antiga Iugoslávia.

## Demografia
O número total de pessoas que declararam sua língua nativa como 'bósnio', 'croata', 'sérvio', 'montenegrino' ou 'servo-croata' em países da região é de cerca de 16 milhões.
O sérvio é falado por cerca de 9,5 milhões, principalmente na Sérvia (6,7 milhões), Bósnia e Herzegovina (1,4 milhões) e Montenegro (0,4 milhões). As minorias sérvias são encontradas na Macedônia do Norte e na Romênia. Na Sérvia, há cerca de 760.000 falantes de sérvio como segunda língua, incluindo os húngaros na Voivodina e os 400.000 ciganos estimados. A familiaridade dos albaneses de Kosovo com os sérvios em Kosovo varia dependendo da idade e educação, e os números exatos não estão disponíveis.
O croata é falado por cerca de 4,8 milhões, incluindo cerca de 575.000 na Bósnia e Herzegovina. Uma pequena minoria croata que vive na Itália, conhecida como Molise Croats, preservou de alguma forma traços da língua croata. Na Croácia, 170.000, principalmente italianos e húngaros, usam-no como segunda língua.
O bósnio é falado por 2,2 milhões de pessoas, principalmente bósnios, incluindo cerca de 220.000 na Sérvia e Montenegro. 
A noção do montenegrino como um padrão separado do sérvio é relativamente recente. No censo de 2003, cerca de 150.000 montenegrinos, dos 620.000 do país, declararam o montenegrino como sua língua nativa. É provável que esse número aumente, devido à independência do país e ao forte apoio institucional da língua montenegrina.
O servo-croata também é uma segunda língua de muitos eslovenos e macedônios, especialmente daqueles nascidos durante o tempo da Iugoslávia. De acordo com o Censo de 2002, o servo-croata e suas variantes têm o maior número de falantes das línguas minoritárias na Eslovênia.
Fora dos Bálcãs, existem mais de 2 milhões de falantes nativos dessa(s) língua(s), especialmente em países que são alvos frequentes de imigração, como Austrália, Áustria, Brasil, Canadá, Chile, Alemanha, Hungria, Itália, Suécia e a Estados Unidos.

## Dialetos

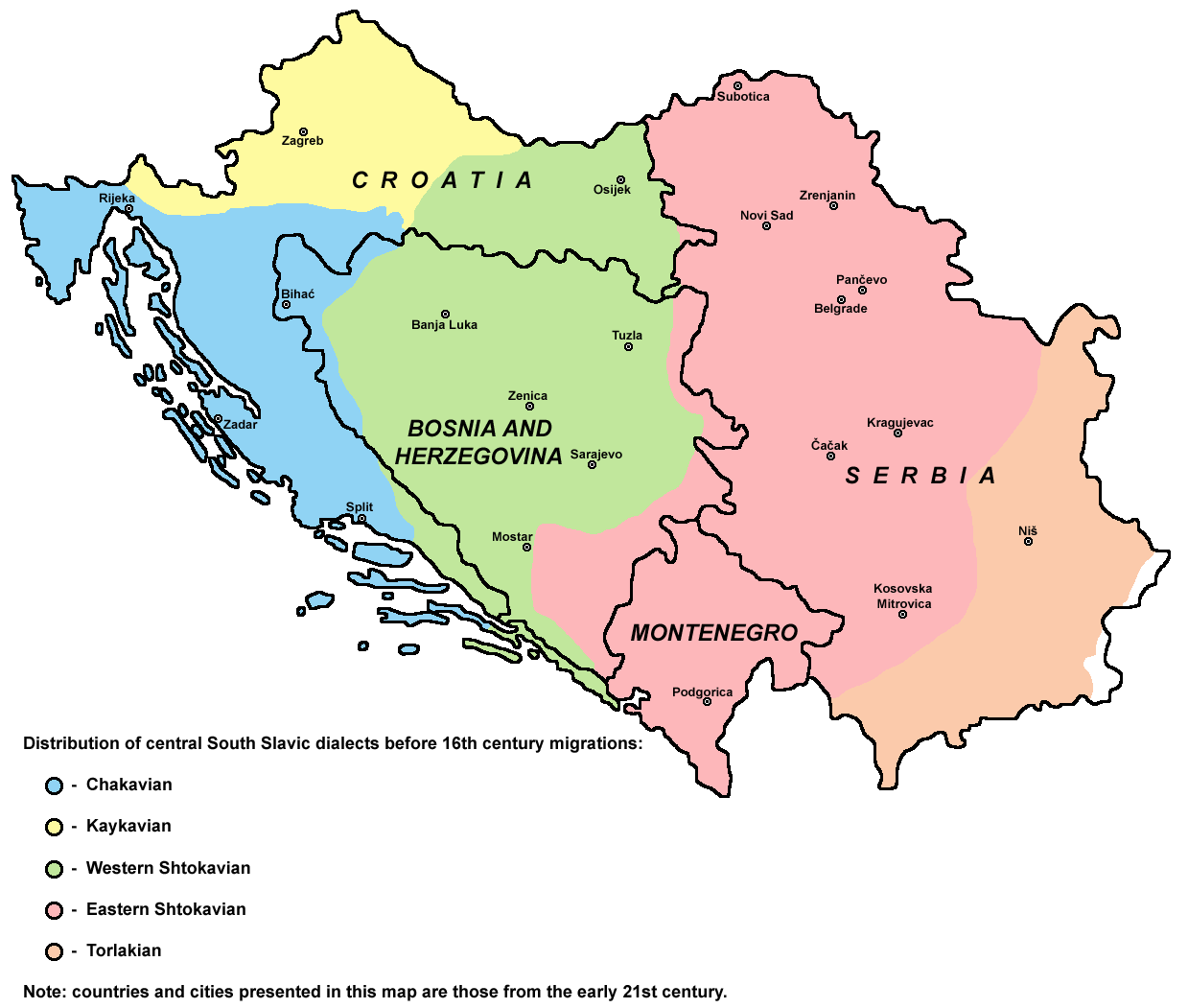
Distribuição dos dialetos eslavos meridionais antes das migrações do século XVI

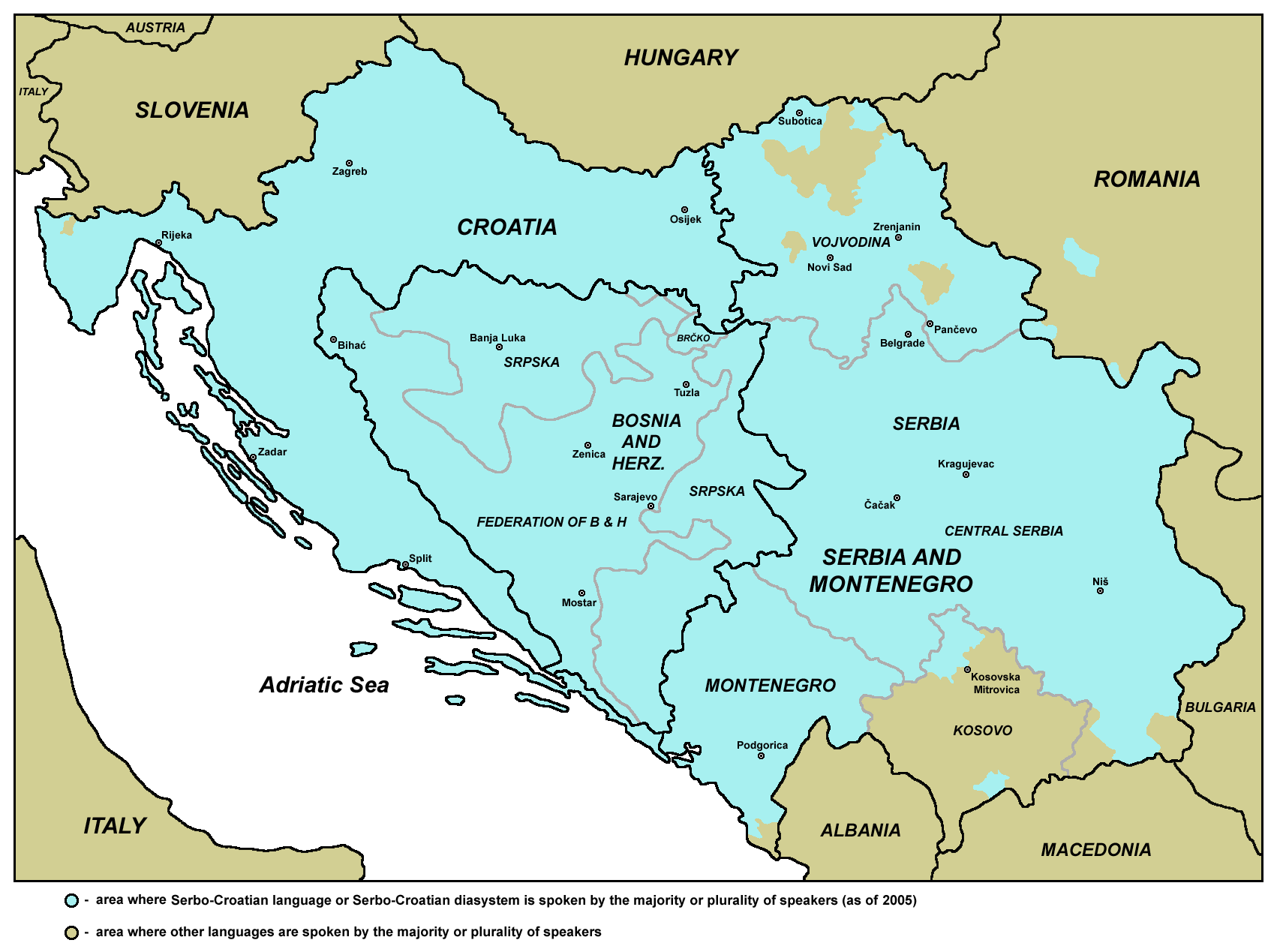
Áreas onde o diassistema servo-croata é falado pela maioria da população (2005).

O termo servo-croata é mais usual em âmbitos acadêmicos e era muito utilizado na ex-Iugoslávia. Não obstante, paralelamente a esta denominação, encontramos termos alternativos como croata-sérvio, e croata e sérvio, frequentes entre os linguistas croatas. Os falantes desta língua, dependendo de sua origem étnica, fazem menção à mesma como croata ou sérvio.
Os dialetos servo-croatas se dividem em três grupos: kajkaviano, cakaviano e stokaviano.
O kajkaviano ou ekaviano subdivide-se em seis subdialetos. Seu uso se concentra no norte da Croácia, em torno de Zagreb, e compartilha vários termos com o esloveno.
O cakaviano é falado na Ístria, na costa dálmata e nas ilhas adriáticas. Corresponde-se com o ekaviano e com o ikaviano, ou uma mistura de ambos e também se subdivide em seis subdialetos.
O stokaviano', dialeto principal, pode corresponder-se tanto com o (i)jekaviano, ekaviano e ikaviano. Este dialeto apresenta onze subdivisões e seu uso se localiza no resto da Croácia, Bósnia e Herzegovina, Sérvia e Montenegro. Os dialetos stokavianos podem dividir-se, a partir de um outro ponto de vista, em dois grandes blocos: o neostokaviano e o stokaviano antigo.
Para simplificar, poderíamos dizer que existem duas formas de se classificar os dialetos servo-croatas: A primeira toma como referência o pronome relativo interrogativo (sto, cak e kaj), enquanto a segunda toma como referência~a evolução da vogal proto-eslava jat. De acordo com esse critério caso se preserve o som original je (ou o grupo ije), diz-se que é uma variante (i)jekaviana; se passa a ser e, trata-se de uma variante ekaviana; se passa a ser i, trata-se de uma ikaviana. Por exemplo, tomemos a palavra estrela: em ijekaviano é zvijezda, em ekaviano é zvezda e em ikaviano é zvizda. Grosso modo, pode afirmar-se que todos os idiomas eslavos pertencem a uma variante ou outra. Os extremos opostos seriam o russo (fortemente jekaviano), e o esloveno (fortemente ekaviano). O ucraniano apresenta uma notável tendência ikaviana, como se pode observar no seguinte exemplo: russo (pronunciado) mjesto, esloveno mesto, ucraniano misto. Os idiomas centrais (eslovaco, tcheco e polonês) são de tendência jekaviana. A peculiaridade do servo-croata é que, dentro do mesmo idioma, observam-se as três tendências.
Em termos gerais, pode afirmar-se que os croatas falam dialetos kajkavianos, cakavianos e stokavianos, enquanto os sérvios, montenegrinos, bósnios e muçulmanos só falam dialetos stokavianos. A língua literária servo-croata baseia-se no dialeto (i)jekaviano neostokaviano da Herzegovina oriental.

### Divisão por reflexo jat
Uma distinção básica entre os dialetos está no reflexo da longa vogal eslava comum jat, geralmente transcrita como ě. Dependendo do reflexo, os dialetos são divididos em ikaviano, ekaviano e ijekaviano, com os reflexos de jat sendo /i/, /e/e/ije/ ou /je/ respectivamente. O jat longo e curto é refletido como longo ou curto * /i/e/e/ em ikaviano e ekaviano, mas os dialetos ijekavianos introduzem uma alternância ije/je para manter uma distinção.
O croata e o bósnio padrão baseiam-se no ijekaviano, ao passo que o sérvio usa as formas ekaviana e jejkaviana (jijaviana para sérvios bósnios, ekaviana para a maior parte da Sérvia). A influência da linguagem padrão por meio da mídia estatal e da educação fez com que as variedades não padronizadas perdessem terreno para as formas literárias.
As regras jat-reflex não são sem exceção. Por exemplo, quando o jat curto é precedido por r, na maioria dos dialetos Ijekavianos se desenvolveu em / re / ou, ocasionalmente, / ri /. O prefixo prě- ("trans-, over-") quando por muito tempo tornou-se pré-nos dialetos jjekavianos orientais, mas para prije- nos dialetos ocidentais; na pronúncia ikaviana, também evoluiu para pré- ou prije- devido à ambigüidade potencial com pri- ("aproximar-se de"). Para verbos que tinham -ěti em seu infinitivo, a desinência de particípio passado -ěl evoluiu para -io em neostokaviano ijekaviano.

## Escrita
Os croatas e bósnios utilizam o alfabeto latino. Já a maioria dos sérvios e montenegrinos usam o cirílico, enquanto parte considerável destes dois povos prefere o latino. Em grandes cidades como Belgrado, usam-se indistintamente e concomitantemente os dois alfabetos, sendo muito comuns letreiros de lojas e placas de rua apresentarem as duas grafias lado a lado. O mesmo acontece, por exemplo, nas cédulas de papel-moeda da Sérvia e da antiga Iugoslávia. Na parte ortodoxa, o alfabeto cirílico é usado desde o século XII enquanto na região católica (Croácia) se usa o alfabeto latino desde o século XIV. Na Bósnia, até o início do século XX, utilizava-se o alfabeto árabe para escrever em servo-croata, o que é uma peculiaridade.

## Acento tonal
Acento tonal Além do esloveno, o servo-croata é a única língua eslava com um sistema de acento (tom simples). Esse recurso está presente em alguns outros idiomas indo-europeus, como norueguês, grego antigo e punjabi. O servo-croata neo-shtokavian, que é usado como base para os padrões bósnio, croata, montenegrino e sérvio, tem quatro "acentos", que envolvem um tom crescente ou decrescente nas vogais longas ou curtas, com pós-tônica opcional comprimentos.
| Simbolo eslavo | IPA  | Descrição                      |
| -------------- | ---- | ------------------------------ |
| e              | [e]  | vogal curta não tônica         |
| ē              | [eː] | vogal longa não tônica         |
| è              | [ě]  | vogal curta com tom ascendente |
| é              | [ěː] | vogal longa com tom ascendente |
| ȅ              | [ê]  | vogal curta com tom de queda   |
| ȇ              | [êː] | vogal longa com tom de queda   |

## Gramática
Entre os sérvios e croatas existem pequenas diferenças léxicas e sintáticas, ainda que sua fonética e morfologia sejam menos diferenciadas. O servo-croata possui três gêneros, dois números e sete casos, incluindo o vocativo.
Os pronomes pessoais são:
Singular
- 1ª pessoa - ja
- 2ª pessoa - ti
- 3ª pessoa on/ona/ono

Plural
- 1ª pessoa mi
- 2ª pessoa vi
- 3ª pessoa oni/one/ona

A numeração de 1 a 10: jedan/jedna/jedno, dva/dve/dva, tri, četiri, pet, šest, sedam, osam, devet, deset; 11 jedanaset, 12 dvanaset, 20 dvadeset, 30 trideset, 40 četrdeset, 100 sto.
A ordem da frase é sujeito, verbo e objeto ou verbo, sujeito e objeto.

### Diferentes linguagens
| Português | Croata                                                                                                | Bósnio | Sérvio |
| Como os gases de escape e poluição do ar em Jerusalém, seria necessário tomar medidas para garantir a segurança! | Glede ispušnih plinova i zagađivanja zraka u Jeruzalemu, bilo bi potrebito poduzeti mjere sigurnosti! | U pogledu izduvnih gasova i zagađivanja vazduha u Jerusalimu, bilo bi potrebno preduzeti mjere bezbjednosti! | У погледу издувних гасова и загађивања ваздуха у Јерусалиму, било би потребно предузети мере безбедности! transliterção: U pogledu izduvnih gasova i zagađivanja vazduha u Jerusalimu, bilo bi potrebno preduzeti mere bezbednosti! |
| --- | --- | --- | --- |

## Atualidade
Embora os linguistas considerem que o idioma seja um diassistema, atualmente nenhum Estado adota o termo "servo-croata" para designar a sua língua oficial. Após a dissolução da Iugoslávia, os novos estados esforçam-se em ressaltar as diferenças entre as variantes linguísticas e as chamam de
:
- Sérvio, na Sérvia
- Croata, na Croácia
- Bósnio, na Bósnia e Herzegovina
- Montenegrino, em Montenegro